# گربه‌مار حلقه‌طلایی
گربه‌مار حلقه‌طلایی یکی از قمچه‌ماران است که دندان‌های نیش اش در عقب قرار دارند. این مار یکی از بزرگترین گونه‌های گربه‌مارها است (۱٫۸ تا ۲٫۴ متر). زهر این مار ملایم گزارش شده است.